# Aníbal Cavaco Silva
Aníbal António Cavaco Silva (Boliqueime, 15 de julio de 1939) es un político portugués. Fue el 6.º presidente de la República Portuguesa desde la Revolución de los Claveles entre 2006 y 2016. Fue primer ministro de Portugal del 6 de noviembre de 1985 al 25 de octubre de 1995. Su gobierno de diez años fue el más largo de toda la historia de los gobiernos elegidos democráticamente en Portugal. Forma parte del principal partido de centroderecha de Portugal, conocido como Partido Social Demócrata.

## Biografía
Se licenció y fue profesor en la Universidad Técnica de Lisboa y se doctoró en economía en la Universidad de York (Inglaterra) en 1974. Fue nombrado ministro de Finanzas por Francisco Sá Carneiro en 1980. Se ganó una reputación de liberal al desmantelar gradualmente regulaciones que impedían la libertad de empresa. Después de la muerte del primer ministro en un accidente de aviación, rechazó continuar en el gobierno formado por la AD (Aliança Democrática) dirigido por Francisco Balsemão (1981).

### Líder del PSD y primer ministro
Fue elegido líder del Partido Social Demócrata (PSD) el 19 de mayo de 1985. En esa época el PSD gobernaba en coalición (Bloco Central) con el Partido Socialista, y su elección como líder del partido conllevó el fin de esa coalición.
Las elecciones generales siguientes fueron complicadas por la llegada de un partido nuevo, el Partido Renovador Democrático (PRD), formado por partidarios del Presidente António Ramalho Eanes, que terminaba mandato. De los 250 escaños de la Asamblea el PRD consiguió 45, a costa de todos los partidos excepto del PSD. A pesar de que Cavaco Silva consiguió menos del 30% de los votos, fue el único partido tradicional que no sufrió pérdidas sustanciales. De hecho, sus 88 diputados suponían un aumento de 13 en relación con las elecciones anteriores. Cavaco Silva fue designado primer ministro el 6 de noviembre de 1985.
Las bajadas de impuestos y la liberalización económica, incluyendo privatizaciones de empresas públicas, unidas a la llegada de fondos de la Unión Europea dieron origen a varios años de crecimiento económico ininterrumpido, lo que hizo subir la popularidad de Cavaco Silva. Fue obstruido, sin embargo, por un parlamento controlado por la oposición. En la mayoría de las votaciones, el PSD podía confiar en el Centro Democrático e Social (CDS), pero los dos partidos juntos sólo alcanzaban los 110 escaños, 16 menos que la mayoría absoluta. Los socialistas y los comunistas tenían 57 y 38 diputados respectivamente. Cavaco podía gobernar siempre que los 45 miembros del PRD, que tenían la llave del poder, se abstuvieran, cosa que hicieron frecuentemente. En 1987, no obstante, el PRD retiró este apoyo tácito y una moción de censura parlamentaria forzó al Presidente Mário Soares a convocar elecciones anticipadas.

### Primera mayoría absoluta
Los resultados de las elecciones sobrepasaron incluso las previsiones más optimistas de los seguidores de Cavaco Silva. El PSD consiguió el 50,2% de los votos y 148 escaños de 250. La segunda fuerza fueron los socialistas con 60 y los terceros los comunistas con 31. El CSD y el PRD fueron prácticamente excluidos llegando tan sólo a 4 y 7 diputados respectivamente. Fue la primera vez en la historia portuguesa que un partido conseguía mayoría absoluta en el parlamento.

### Segunda mayoría absoluta
Las elecciones de 1991 supusieron otro triunfo para Cavaco Silva. Consiguió la mayoría absoluta más amplia de toda la historia de la democracia portuguesa. Sin embargo, una alta tasa de desempleo continuada y algunos escándalos de corrupción en sus ministros erosionaron la popularidad de su gobierno. En un congreso del PSD anunció su decisión de no seguir liderando al partido, nombrando como sucesor a Fernando Nogueira, hasta entonces ministro de Defensa. El partido perdió 48 escaños en las siguientes elecciones.

### Elecciones presidenciales de 1996
Cavaco Silva decidió presentarse a las elecciones presidenciales de 1996, pero fue derrotado por el alcalde de Lisboa, Jorge Sampaio, candidato socialista.

### Elecciones presidenciales de 2006
El 20 de octubre de 2005 Cavaco Silva anunció su candidatura a las elecciones presidenciales portuguesas del 22 de enero de 2006. Fue elegido Presidente de la República con algo más del 50% de los votos en la primera vuelta. Su toma de posesión se celebró en la Asamblea de la República, el 9 de marzo, ante 900 invitados nacionales y extranjeros, entre ellos los Príncipes de Asturias. Es el primer presidente de centro-derecha desde 1974.

### Elecciones presidenciales de 2011
Cavaco Silva fue elegido Presidente de la República en las elecciones presidenciales del 23 de enero de 2011 con algo más del 50% de los votos en la primera vuelta.

## Presidencia de la República

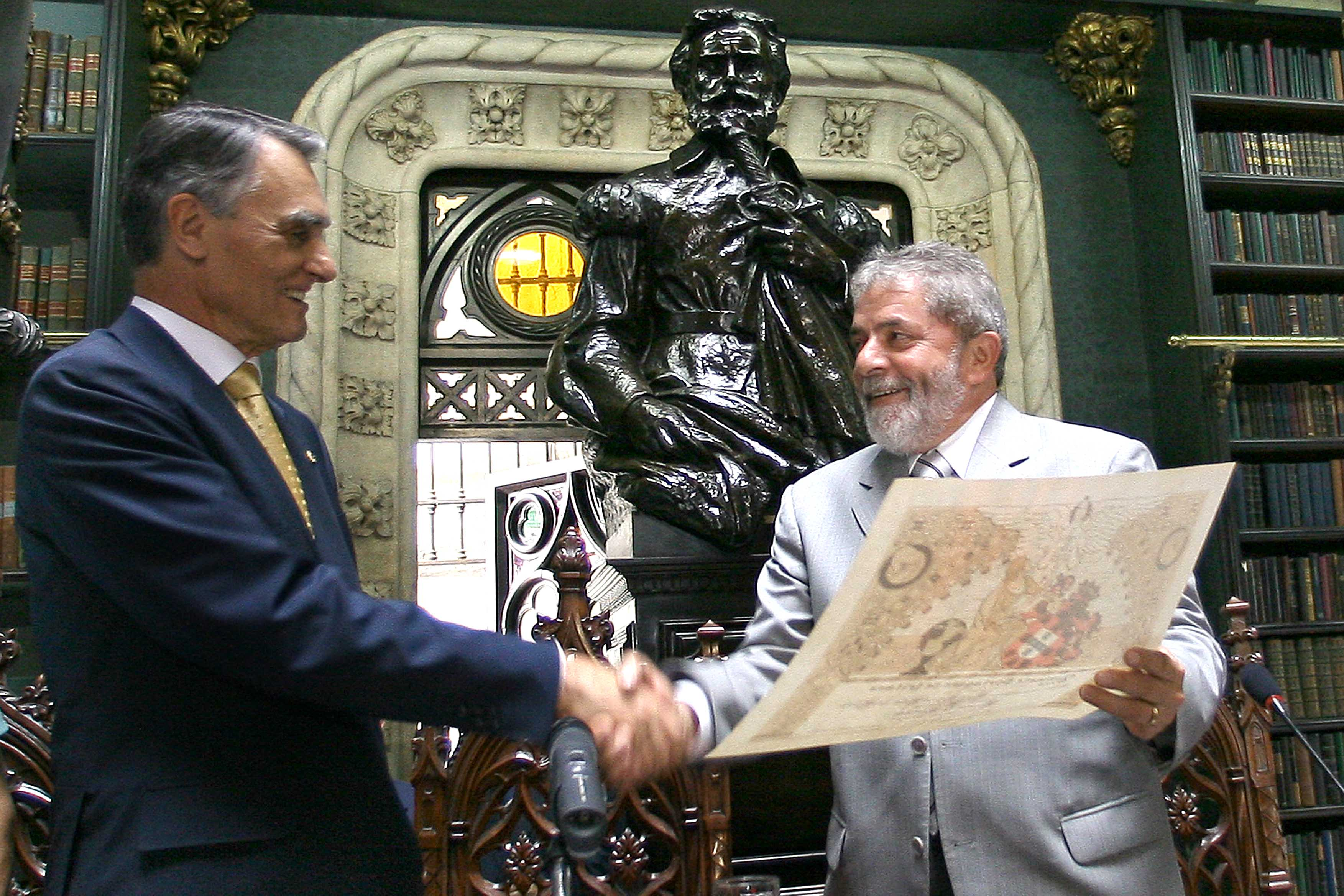
Aníbal Cavaco Silva junto a su homólogo brasileño

Tomó posesión, jurando la Constitución en la Asamblea de la República, el 9 de marzo de 2006, en una ceremonia a la que asistieron los expresidentes Ramalho Eanes y Mário Soares, los Príncipes de Asturias, el expresidente de EE. UU., George Bush, el presidente de Timor Oriental, Xanana Gusmão, entre otras personalidades.
Su primer acto como presidente fue otorgar a su antecesor, Jorge Sampaio, el gran collar de la Orden de la Libertad.
Aníbal Cavaco Silva es Miembro Honorario de la Fundación Internacional Raoul Wallenberg.

## Fuera de la política
Se retiró de la política y ejerció como consejero en la directiva del Banco de Portugal, puesto que abandonó en 2004. Se convirtió en profesor de la Escuela de Economía y Gestión de la Universidad Católica Portuguesa.
Rechazó apoyar a Pedro Santana Lopes en las elecciones legislativas de 2005, pese a las presiones internas de su partido.